# ヤシ油

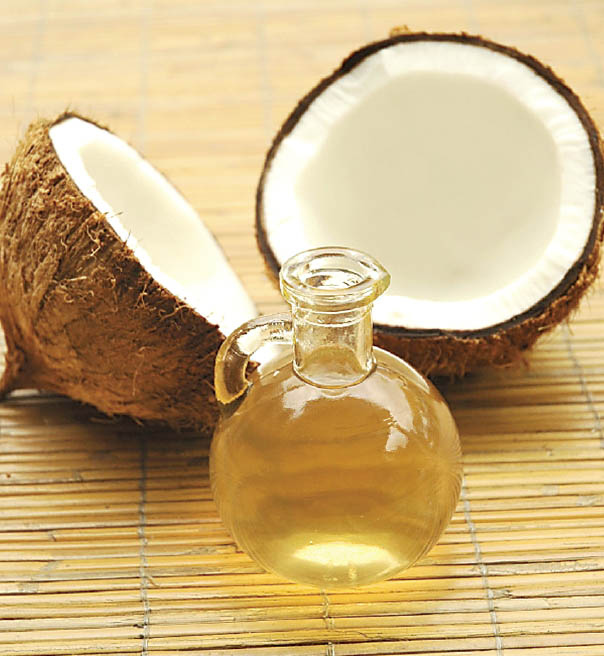
割られたココナッツから見える胚乳、そしてボトルに詰められたヤシ油

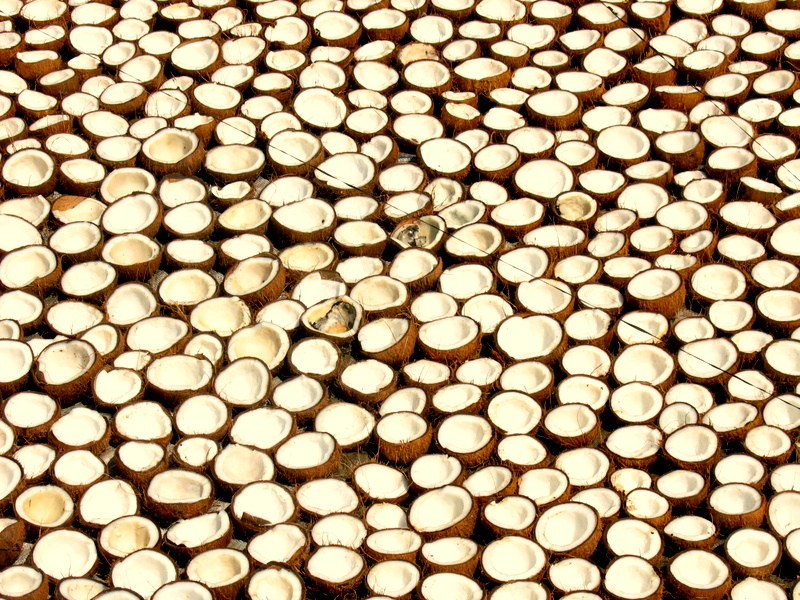
天日干しされたココナッツ

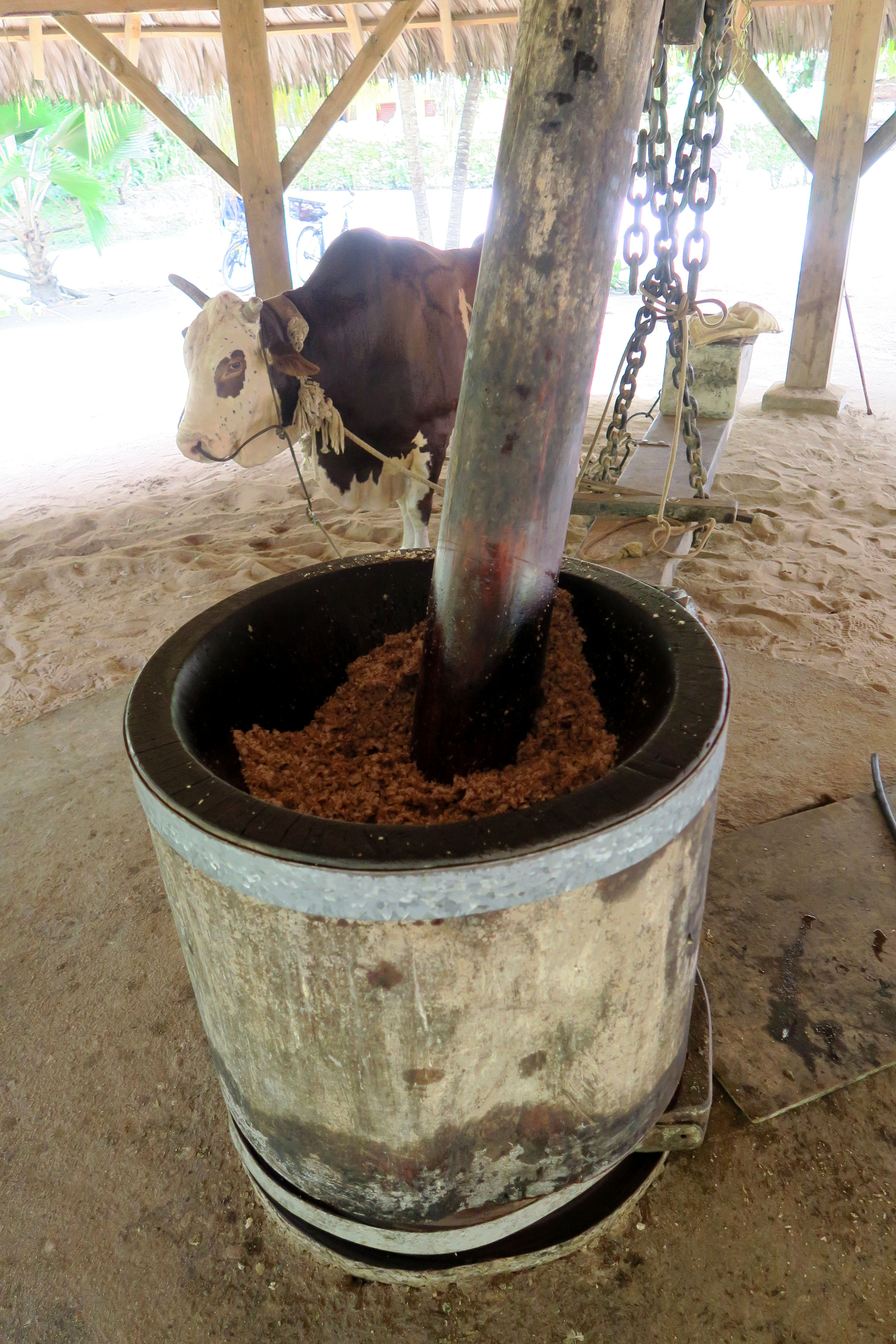
乾燥させたココナッツ胚乳であるコプラを破砕する工程

ヤシ油（椰子油 ヤシゆ）とはココヤシから作られる油脂、すなわちココナッツオイル (coconut oil) のことを指す。ココヤシの果実であるココナッツの巨大な種子内部の胚乳から抽出精製される。
本項ではココヤシ油脂のほか、アブラヤシ（パームヤシ）の「種子」から採取され性質が類似するパーム核油（Palm kernel oil）についても記述する。また、同「果肉」から作られるパーム油（palm oil）も「ヤシ油」と呼ばれることがあり、これについては別に記述する。

## 製造
ヤシ油は、ウェットプロセスとドライプロセスの二種の方法から製造される。
パーム核油は、アブラヤシの胚乳を乾燥したもの（パームカーネルと呼ばれる）を同様に精製したもの。
ドライプロセス
ココヤシ果実の種子にあたる核果の中の胚乳を日光や熱などにより乾燥させたコプラを作る。コプラを圧搾または溶剤抽出することにより原油が得られる。さらに精製工程を経て製品化される。
また、この工程で搾りかすである mash が副産物として得られる。この副産物は、たんぱく質と植物性繊維が豊富に含まれるが人間が食べるのには向いておらず、家畜の餌として利用される。
ウェットプロセス
コプラからではなく、固形の胚乳をすり潰して得たココナッツミルクから作られる。このココナッツミルクは油と水が混ざった状態である乳化をしており、何かしらの方法で水を除去する必要がある。古典的な方法では、長時間煮沸して水分を飛ばしていたが、経済的ではない変色した油が出来る。その後、いくつかの方法で得られるようになった。その方法は、遠心分離機、水蒸気蒸留、熱、酸、塩、電気分解など、様々な方法を組み合わせて抽出するが、腐敗や虫が付いて損失が出る可能性があるドライプロセスより収率が悪い。その他にも、大規模な工場を建てる必要があり、コストが高い。

## 性質
脂肪酸組成はヤシ油・パーム核油ともラウリン酸が50%弱、ミリスチン酸が15%~20%、パルミチン酸が10%弱と飽和脂肪酸が多い。ラウリン酸含有率が高いため、ヤシ油・パーム核油をラウリン系油脂と総称される。けん化価はいずれも250前後、ヨウ素価はヤシ油7〜11、パーム核油14〜22であり、不乾性油の性質を示す。なお、アブラヤシの果肉を原料とするパーム油とは性質が大きく異なる点に注意を要する。
ココナッツオイルは、比較的高い温度で固まりやすく、室温が20度以下だと固まってしまう。なお、20度～25度ではクリーム状に、25度以上で透明の液体状態となる。
| 項目                 | 分量(g) |
| -------------------- | ------- |
| 脂肪                 | 100     |
| 飽和脂肪酸           | 86.5    |
| 8:0（カプリル酸）    | 7.5     |
| 10:0（カプリン酸）   | 6.0     |
| 12:0（ラウリン酸）   | 44.6    |
| 14:0（ミリスチン酸） | 16.8    |
| 16:0（パルミチン酸） | 8.2     |
| 18:0（ステアリン酸） | 2.8     |
| 一価不飽和脂肪酸     | 5.8     |
| 18:1（オレイン酸）   | 5.8     |
| 多価不飽和脂肪酸     | 1.8     |
| 18:2（リノール酸）   | 1.8     |

## 用途
パーム核油には、石鹸の製造や、モーターのような機械用の潤滑油に適した物質的な性質がある。
日本ではヤシ油・パーム核油あわせて年間約10万トンが消費されており、そのうち約6割が洗剤・石鹸などの工業原料として、4割が食用として用いられる。水素添加によりココアバターの代用、また乳脂肪に性質が近いため、ホイップクリームやコーヒーフレッシュ、ラクトアイスの原料などにも使われている。中鎖脂肪酸含有率が高く消化・代謝され易いため、乳幼児食や病人食としても適している。
苦手とする人も多い独特のにおいを抑えた無香タイプも製造・販売されている。
2004年には国民生活センターが、また2008年に日本即席食品工業協会がスチロール製容器を使用するカップ麺に入れた場合、容器が溶ける事があるとして注意を呼びかけている。
パーム核油は経験的に保湿剤として使われており、皮膚の水分の蒸発を防ぎ水分損失を減少させる閉塞作用を持ち、新生児の皮膚の剥離と鱗屑を減少させ、弱い抗菌作用もある。脂質は、角質細胞間脂質ともなるため、水分を保持する保水作用もある。安価で入手しやすいため、東西アフリカでの新生児の保湿剤として推奨できるが、保湿剤の使用によってブドウ球菌感染など新生児の院内感染のリスクが高まることには注意が必要である。

## 名称について
ヤシはヤシ科に属する植物の総称であり、多種で、それぞれが適した利用のされ方をしている。ヤシに対する日本人のイメージはココヤシが圧倒的に強いため、日本ではココナッツオイルのことをヤシ油と呼んでいる。しかし、ヤシから作られる油脂の生産量はアブラヤシ由来のものの方が多く、また「ヤシ油」という表現では混同されやすい。区別をつけるため「ココナッツ油/ココナッツオイル」「パーム油/パームオイル」といった表記を使う方が好ましい。